# Культепин, Фёдор Николаевич
Фёдор Николаевич Культепин (1812—1889) — тверской городской глава в 1884—1887 годах.

## Биография
Родился в 1812 г. в Твери. Купец 2-й гильдии. Имел в Твери каменный дом и 4 каменных лавки.
В структурах городского управления Твери занимал должности:
1848—1851 гг. — гласный городской думы;
1854—1860 гг. — депутат от городской думы в комитете по торговле;
9 апреля 1863-12 июля 1866 гг. — бургомистр тверского городского магистрата;
с 20 декабря 1869 г. — директор тверского тюремного комитета;
14 апреля 1871-8 октября 1873 гг. — гласный городской думы;
с 6 ноября 1878 г. — почётный мировой судья.
В 1883 г. был избран на должность городского главы, которую занимал с 10 января 1884 по 5 марта 1887 гг.
За свою деятельность 8 ноября 1868 г. награждён золотой медалью «За усердие» на ленте св. Станислава.
Скончался 19 апреля 1889 г.